# 호원대학교
호원대학교(湖原大學校, Howon University)는 전북특별자치도 군산시에 위치한 대한민국의 사립 산업대학이다.

## 연혁
1977년 12월 3일, 학교법인 정은학원에 의하여 군산공업전문학교가 설립되었다. 1979년 1월 15일, 전문대학으로 개편되어 서해공업전문대학으로 교명을 변경한다. 1981년 12월 31일 시행된 개정된 대한민국 「교육법」에 방송통신대학과 개방대학의 근거가 추가됨에 따라 1984년 12월 8일, 군산개방대학으로 개편하였다. 1998년 3월 1일, 상기 법령이 폐지되고 대한민국 「고등교육법」이 시행되면서 개방대학이 산업대학으로 개편됨에 따라 전북산업대학으로 개편되었다. 1992년 9월 1일 전북산업대학교로 교명을 변경하였으며, 1998년 5월 1일 호원대학교로 교명을 변경하며 현재에 이르고 있다.
한편, 2012년 교육과학기술부가 정부재정지원제한대학으로 선정한 이력이 있다. 이어 2015년과 2016년 실시된 대학구조개혁평가에서 D등급을 받은 이력이 있으며, 이듬해에 D등급으로 인한 재정 지원 제한 조치가 해제되었다.

## 교육편제
호원대학교는 설립 이래 대학원 과정 없이 학부 과정만 교수하고 있다. 예술대학, 보건대학, 인문사회대학, 산업융합대학 등 4개 단과대학을 편성하고 20개 학과를 편성하여 학사 학위 과정을 교수하고 있다.